# Carlstad Crusaders 2022
Questa voce raccoglie le informazioni riguardanti i Carlstad Crusaders nelle competizioni ufficiali della stagione 2022.

## Maschile

### Prima squadra

#### Roster
| Roster dei Carlstad Crusaders (2022) |
| --- |
| Quarterback - 7 Timothy Morovick - 12 Albin Forsman QB/WR - 15 Connor Carusello Running Back - 4 Bengt Sombun - 10 Alf Högling-Ransjö - 14 Alexander Segerfeldt - 21 Emil Gustafsson - 23 Adam Djuvfeldt - 28 Alexander Arvidsson Wide Receiver - 1 Davarus Shores - 6 Alex Youbi - 9 Kevin Börzsei - 11 Pelle Rosén - 13 Jacob Bergwall - 22 Benjamin Johansson - 81 Elias Johansson - 86 Jonathan Sääker - 88 Leo Markusson Tight End - 84 Anton Ivarsson Offensive Linemen - 52 Michael Henriksson - 53 Marco Gudding - 54 Anton Hyvönen - 55 Oliver Landström C - 56 John Lindgren - 57 Erik Nyström - 58 Robert Heed - 69 Linus Lindholm - 62 Emil Rudolfsson - 69 Zacharias Sundholm - 77 Marcus Grönquist - Carl Jonasson Defensive Linemen - 8 Adam Classon - 19 Olof Flemström - 25 Hugo Berg - 37 Isak Berg - 58 Marcus Mangelin - 80 Joakim Persson - 95 Linus Lindberg Linebacker - 24 Kasper Kämpe LB/CB - 29 Daniel Gunnarsson - 41 Lucas Hedberg - 42 Mattias Eriksson - 44 Emil Olesen Jansson Defensive Back - 1 Rory Kelly - 2 Per Gaarden - 3 Erik Kyrk Gere CB - 5 Abraham Somua - 20 Robert Bakke-King - 31 Filip Enbacker - 32 Elias Rosenqvist S - Strahinja Stepović Special Team |

#### Superserien 2022

##### Stagione regolare
| Örebro 16 aprile 2022, ore 15:30 | Örebro Black Knights | 22 – 19 (0-3 0-16 6-0 16-0) referto | Carlstad Crusaders | Behrn Arena (800 spett.) |

| Tyresö 23 aprile 2022, ore 17:00 4ª giornata | Tyresö Royal Crowns | 7 – 10 (d.t.s.) (0-0 0-0 0-7 7-0 0-3) referto | Carlstad Crusaders | Tyresövallen (222 spett.)\| Arbitro: \| Hellgren \| |
| Arbitro:                                     | Hellgren            |                                               |                    |                                                     |

| Stoccolma 7 maggio 2022, ore 15:00 5ª giornata | Stockholm Mean Machines | 37 – 35 (14-7 10-14 7-7 6-7) referto | Carlstad Crusaders | Zinkensdamms Idrottsplats (298 spett.) |

| Karlstad 22 maggio 2022, ore 17:00 6ª giornata | Carlstad Crusaders | 23 – 41 (14-12 3-16 0-0 6-13) referto | Stockholm Mean Machines | Tingvalla IP (478 spett.)\| Arbitro: \| Mandoki \| |
| Arbitro:                                       | Mandoki            |                                       |                         |                                                    |

| Karlstad 5 giugno 2022, ore 17:00 7ª giornata | Carlstad Crusaders | 14 – 12 (7-0 0-6 7-0 0-6) referto | Tyresö Royal Crowns | Tingvalla IP (512 spett.)\| Arbitro: \| Mandoki \| |
| Arbitro:                                      | Mandoki            |                                   |                     |                                                    |

| Karlstad 22 giugno 2022, ore 19:00 9ª giornata | Carlstad Crusaders | 0 – 46 (0-14 0-0 0-19 0-13) referto | Örebro Black Knights | Tingvalla IP (527 spett.)\| Arbitro: \| Hellgren \| |
| Arbitro:                                       | Hellgren           |                                     |                      |                                                     |

##### Playoff
| Örebro 3 luglio 2022, ore 15:00 | Örebro Black Knights | 43 – 20 (7-0 20-7 7-13 9-0) referto | Carlstad Crusaders | Behrn Arena (616 spett.) |

#### Statistiche di squadra
| Competizione      | %Vittorie | In casa | In casa | In casa | In casa | In casa | In casa | In trasferta | In trasferta | In trasferta | In trasferta | In trasferta | In trasferta | Totale | Totale | Totale | Totale | Totale | Totale |
| Competizione      | %Vittorie | G       | V       | N       | P       | Pf      | Ps      | G            | V            | N            | P            | Pf           | Ps           | G      | V      | N      | P      | Pf     | Ps     |
| ----------------- | --------- | ------- | ------- | ------- | ------- | ------- | ------- | ------------ | ------------ | ------------ | ------------ | ------------ | ------------ | ------ | ------ | ------ | ------ | ------ | ------ |
| Stagione regolare | .333      | 3       | 1       | 0       | 2       | 37      | 99      | 3            | 1            | 0            | 2            | 64           | 66           | 6      | 2      | 0      | 4      | 101    | 165    |
| Playoff           | .000      | 0       | 0       | 0       | 0       | 0       | 0       | 1            | 0            | 0            | 1            | 20           | 43           | 1      | 0      | 0      | 1      | 20     | 43     |
| Totale            | .286      | 3       | 1       | 0       | 2       | 37      | 99      | 4            | 1            | 0            | 3            | 84           | 109          | 7      | 2      | 0      | 5      | 121    | 208    |

#### Statistiche personali

##### Marcatori
| Giocatore  | Ruolo | TD rush | TD recv | TD int | TD p.ret | TD k.ret | TD oth | Xp1  | Xp2 | FG  | Saf | Totale |
| ---------- | ----- | ------- | ------- | ------ | -------- | -------- | ------ | ---- | --- | --- | --- | ------ |
| Forsman    |       | 0+1     | 1+0     | 0+0    | 0+0      | 0+0      | 0+0    | 10+2 | 0+0 | 4+0 | 0+0 | 36     |
| Börzsei    |       | 0+0     | 4+1     | 0+0    | 0+0      | 0+0      | 0+0    | 0+0  | 0+0 | 0+0 | 0+0 | 30     |
| Youbi      |       | 0       | 3       | 0      | 0        | 0        | 0      | 0    | 0   | 0   | 0   | 18     |
| Morovick   |       | 2       | 0       | 0      | 0        | 0        | 0      | 0    | 0   | 0   | 0   | 12     |
| Arvidsson  |       | 1       | 0       | 0      | 0        | 0        | 0      | 0    | 0   | 0   | 0   | 6      |
| Gaarden    |       | 0       | 0       | 1      | 0        | 0        | 0      | 0    | 0   | 0   | 0   | 6      |
| Kyrk Gere  |       | 0+0     | 0+0     | 0+1    | 0+0      | 0+0      | 0+0    | 0+0  | 0+0 | 0+0 | 0+0 | 6      |
| Segerfeldt |       | 1       | 0       | 0      | 0        | 0        | 0      | 0    | 0   | 0   | 0   | 6      |

##### Passer rating
| Giocatore | G   | Att   | Comp | Int | Yds    | TD  | NFL   | NCAA   |
| --------- | --- | ----- | ---- | --- | ------ | --- | ----- | ------ |
| Morovick  | 2   | 62    | 33   | 2   | 515    | 3   | 83,74 | 132,52 |
| Forsman   | 3+1 | 63+11 | 31+3 | 1+1 | 419+81 | 4+1 | 79,79 | 119,59 |
| Carusello | 2+1 | 65+2  | 35+0 | 2+0 | 351+0  | 1+0 | 59,98 | 95,20  |
| Flemström | 0+1 | 0+1   | 0+0  | 0+1 | 0+0    | 0+0 |       |        |
| Kelly     | 0+1 | 0+3   | 0+0  | 0+1 | 0+0    | 0+0 |       |        |

### Seconda squadra

#### Roster
| Roster dei Carlstad Crusaders (2022) |
| --- |
| Quarterback - 9 Robin Jonsson Running Back - 5 Emil Gustafsson - 24 Adam Djuvfeldt - 29 Gustav Nyhlén Wide Receiver - 4 Jacob Kristoffersson - 12 Jonathan Sääker - 40 Anton Ivarsson - 86 Benjamin Johansson - 88 Leo Markusson Offensive Linemen - 51 Daniel Holmgren - 52 Kristoffer Hellborg - 52 Erik Nyström - 53 Marcus Grönquist - 54 Zacharias Sundholm - 63 Victor Andersson - 77 Carl Jonasson Defensive Linemen - 16 Michael Henriksson - 70 Zaid Ali - 72 Viktor Nolin - 80 Marcus Mangelin - 80 Joakim Persson DE Linebacker - 2 Bengt Sombun - 10 Emil Olesen Jansson - 23 Oliver Skoglund - 30 Alf Högling-Ransjö - 41 Rasmus Grim - Efraim Johansson Defensive Back - 13 Adam Björk CB - 25 Johan Wennberg CB - 80 Douglas Nystadius - 82 Pontus Ekelund CB Special Team - Lucas Heden K , * Emanuel Hult - Robin Juhlin - Daniel Stiglert Rudberg - Johan Stål nella squadra d'allenamento |

#### Division 2 2022

##### Stagione regolare
| Karlstad 24 aprile 2022, ore 15:00 1ª giornata | Carlstad Crusaders B | 12 – 6 referto | Lidköping Lakers | Sannafältet Sportcenter |

| Råssnäs 8 maggio 2022, ore 13:00 2ª giornata | Vadstena Blackhawks | 0 – 1 (a tavolino) referto | Carlstad Crusaders |  |

| Karlstad 11 giugno 2022, ore 14:00 3ª giornata | Carlstad Crusaders B | 1 – 0 (a tavolino) referto | Jönköping Spartans | Sannafältet Sportcenter |

| Karlstad 14 agosto 2022, ore 13:00 4ª giornata | Carlstad Crusaders B | 1 – 0 (a tavolino) referto | Vadstena Blackhawks | Sannafältet Sportcenter |

| Jönköping 21 agosto 2022, ore 14:00 5ª giornata | Jönköping Spartans | 0 – 1 (a tavolino) referto | Carlstad Crusaders B | Rosenlund IP |

| Karlstad 27 agosto 2022, ore 10:30 6ª giornata | Lidköping Lakers | 20 – 44 referto | Carlstad Crusaders B | Sannafältets Konstgräsplan |

##### Playoff
| Karlstad 10 settembre 2022, ore 11:30 Finale promozione | Carlstad Crusaders B | 14 – 0 referto | Västerås Roedeers | Sannafältets Konstgräsplan |

#### Statistiche di squadra
| Competizione      | %Vittorie | In casa | In casa | In casa | In casa | In casa | In casa | In trasferta | In trasferta | In trasferta | In trasferta | In trasferta | In trasferta | Totale | Totale | Totale | Totale | Totale | Totale |
| Competizione      | %Vittorie | G       | V       | N       | P       | Pf      | Ps      | G            | V            | N            | P            | Pf           | Ps           | G      | V      | N      | P      | Pf     | Ps     |
| ----------------- | --------- | ------- | ------- | ------- | ------- | ------- | ------- | ------------ | ------------ | ------------ | ------------ | ------------ | ------------ | ------ | ------ | ------ | ------ | ------ | ------ |
| Stagione regolare | 1.000     | 3       | 3       | 0       | 0       | 14      | 6       | 3            | 3            | 0            | 0            | 46           | 20           | 6      | 6      | 0      | 0      | 60     | 26     |
| Playoff           | 1.000     | 1       | 1       | 0       | 0       | 14      | 0       | 0            | 0            | 0            | 0            | 0            | 0            | 1      | 1      | 0      | 0      | 14     | 0      |
| Totale            | 1.000     | 4       | 4       | 0       | 0       | 28      | 6       | 3            | 3            | 0            | 0            | 46           | 20           | 7      | 7      | 0      | 0      | 74     | 26     |